# Represa Usoi

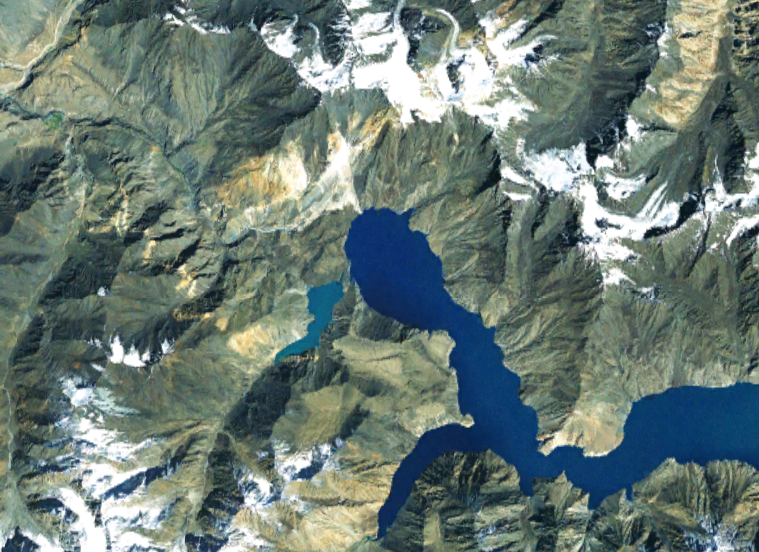
Foto de satélite mostrando a Represa Usoi, a extremidade oeste do Lago Sarez e o Lago Shadau, menor, no centro da foto

A Represa Usoi é uma barragem natural surgida após um deslizamento de terra no Rio Murghab, no Tajiquistão. Com 567 metros de altura, é a barragem mais alta do mundo, seja natural ou feita pelo homem. A represa foi criada em 18 de fevereiro de 1911, quando um terremoto de 7.4-Ms causou um enorme deslizamento de terra que bloqueou o fluxo do rio.
A represa é formada por aproximadamente 2 quilômetros cúbicos de rocha desalojada do vale fluvial do Murghab, que corta de leste a oeste através das montanhas Pamir. É nomeado pela aldeia de Usoi, que foi completamente enterrada pelo deslizamento de 1911. A barragem sobe a uma altura de 500 a 700 metros do solo original do vale.
A bacia formada pela Represa Usoi agora abriga o Lago Sarez, um lago de 55,8 quilômetros de extensão, com 16,074 quilômetros cúbicos de água. A água não flui por cima da represa, o que rapidamente causaria sua erosão; em vez disso, a água escoa pela base da represa a uma taxa que corresponde aproximadamente à taxa de entrada, mantendo o lago em um nível relativamente constante. A vazão média de cerca de 45 metros cúbicos por segundo, dissipando cerca de 250 megawatts.
Geólogos estão preocupados que a Represa Usoi pode se tornar instável após futuros terremotos de grande magnitude, que são relativamente comuns nas montanhas Pamir, sismicamente ativas, e pode entrar se romper devido à liquefação ou deslizamentos subsequentes de um evento como esse. O colapso da represa desencadearia uma inundação localmente catastrófica. O vale do rio Murghab tende a ser relativamente estreito e íngreme. Isso focalizaria e manteria o poder destrutivo de qualquer inundação, destruindo o distrito de Murghab.